# 鹿追町
鹿追町（日语：／ Shikaoi chō */?）是位於北海道十勝綜合振興局西北部的町。北部的山區位於大雪山國立公園的範圍內；南部為平原，東西兩側則有多座山脈。境內全區已被認證為日本地質公園。由於陸上自衛隊鹿追駐屯地設於町内，當地約有一成的人口為自衛隊員。
名稱來自阿伊努語「kutek-us-i」，意思有捕鹿陷阱的地方。
當地以農業和酪農業為主，生產甜菜、牛奶、馬鈴薯、豆類等農產品。在土地基礎設施建設方面，為了透過「農業現代化設施建設工程」實現生產合理化，當地正在引進高效率的大型機械和生產設施，並致力於發展生產組織。

## 人口
| 鹿追町人口分布圖 |                                               |  |
| 鹿追町與日本全國年齡別人口分布比較圖 （2005年資料） | 鹿追町的年齡、男女別人口分布圖 （2005年資料） |  |
| ■紫色是鹿追町 ■綠色是全国 | ■藍色是男性 ■紅色是女性                       |  |
| 鹿追町人口變化 \| 1970年 \| 7,883人 \| \| \| 1975年 \| 6,929人 \| \| \| 1980年 \| 6,744人 \| \| \| 1985年 \| 6,480人 \| \| \| 1990年 \| 6,307人 \| \| \| 1995年 \| 6,089人 \| \| \| 2000年 \| 5,910人 \| \| \| 2005年 \| 5,876人 \| \| \| 2010年 \| 5,702人 \| \| \| 2015年 \| 5,542人 \| \| \| 2020年 \| 5,266人 \| \| |                                               |  |
| 資料來源：日本總務省統計中心提供之人口普查數據 |                                               |  |
| 1970年 | 7,883人                                       |  |
| 1975年 | 6,929人                                       |  |
| 1980年 | 6,744人                                       |  |
| 1985年 | 6,480人                                       |  |
| 1990年 | 6,307人                                       |  |
| 1995年 | 6,089人                                       |  |
| 2000年 | 5,910人                                       |  |
| 2005年 | 5,876人                                       |  |
| 2010年 | 5,702人                                       |  |
| 2015年 | 5,542人                                       |  |
| 2020年 | 5,266人                                       |  |

## 歷史
- 1902年：開始有和人進入此地進行開墾。[7]
- 1921年4月1日：鹿追村從音更村（現在的音更町）分割獨立設置。[8]
- 1959年9月1日：改制為鹿追町。

## 交通
過去曾經有北海道拓殖鐵道通過，現現在已廢線。

### 道路
| 一般國道 - 國道274號 主要地方道 - 北海道道54號東瓜幕芽室線 - 北海道道85號鹿追糠平線 - 北海道道133號音更新得線 | 道道 - 北海道道416號鹿追停車場線 - 北海道道593號屈足鹿追線 - 北海道道771號笹川士幌線 - 北海道道1088號然別峽線 |

## 觀光景點

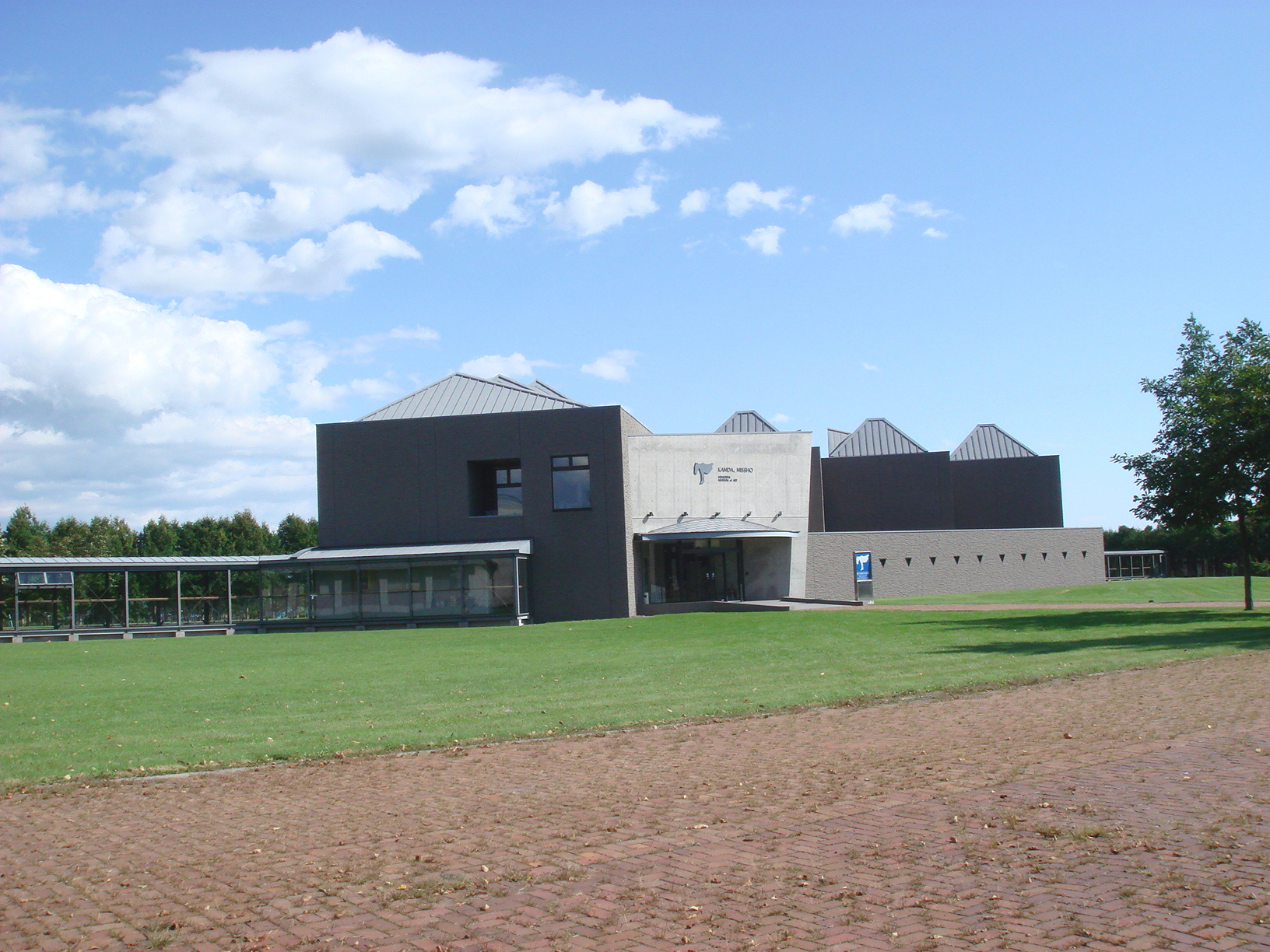
道之驛鹿追中的神田日勝紀念美術館

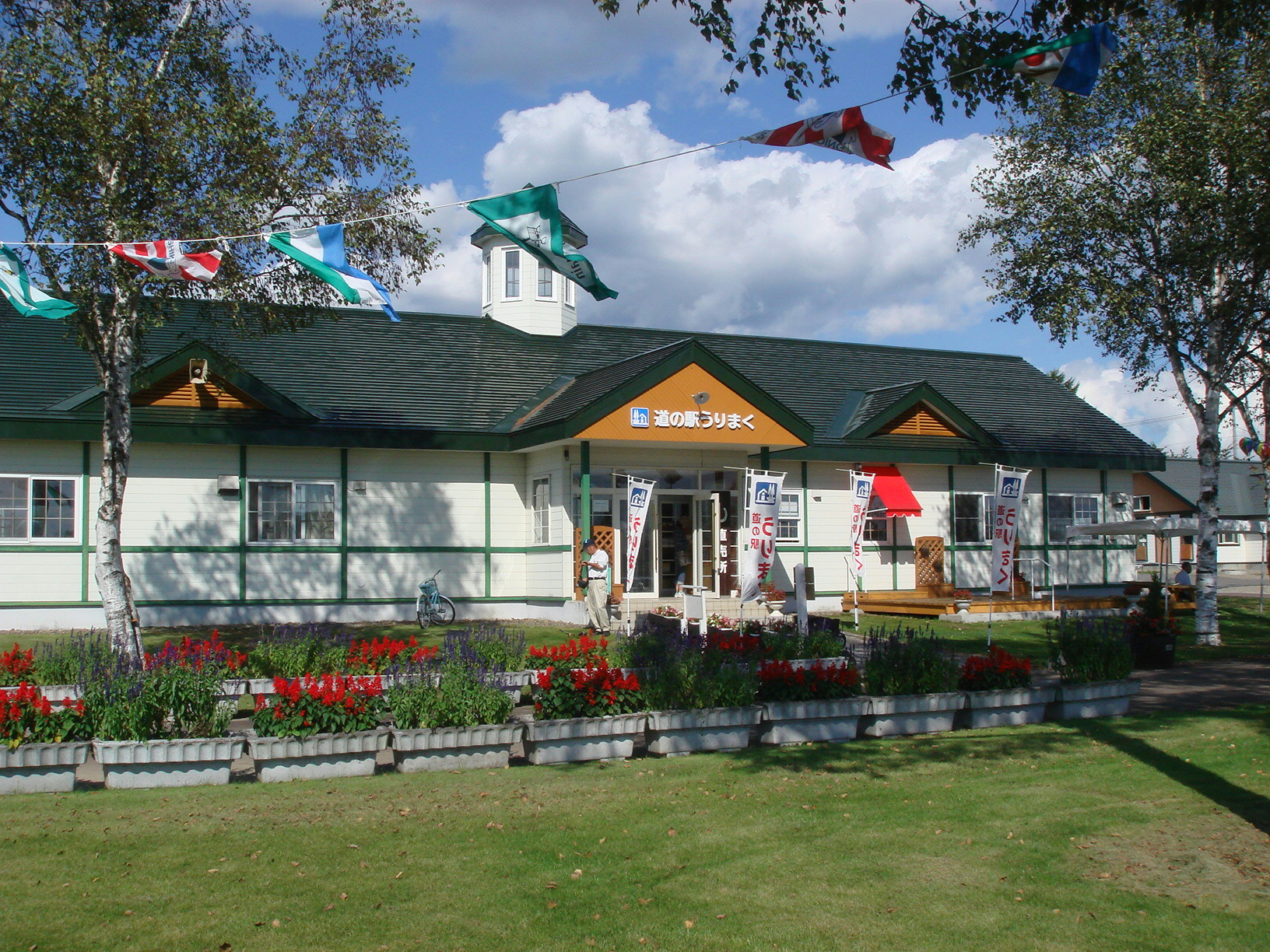
道之驛瓜幕

觀光
- 然別湖
- 然別湖畔溫泉
- 扇原展望台
- 千疊崩
- 神田日勝記念館
- 菅野溫泉
- 然別峽
- 鹿追自然Land
- 山田溫泉
- 駒止湖
- 曄明美術館
- 陸上自衛隊鹿追駐屯地史料館
- 鹿追町社區中心鄉土資料室
- 笹川地區郷土資料室
- 然別湖畔溫泉的福原飯店內的三個美術館
  - 美術館
  - 齊藤齊美術館
  - 古賀喜久雄藝廊
- 真野正美藝廊
- 鹿追燒藝廊
- 東雲湖（北海道3大秘湖）

文化遺產
- （北海道指定天然記念物）

## 教育
高等學校
- 北海道鹿追高等學校（日语：北海道鹿追高等学校）

中學校
- 鹿追町立瓜幕中學校
- 鹿追町立鹿追中學校

小學校
- 鹿追町立瓜幕小學校
- 鹿追町立上幌內小學校
- 鹿追町立笹川小學校
- 鹿追町立鹿追小學校
- 鹿追町立通明南小學校

## 姊妹、友好都市

### 日本
- 鹿町町（長崎縣北松浦郡）[9]

### 海外
- 斯托尼普莱恩（加拿大 亞伯達省）

## 本地出身的名人
- 神田日勝：畫家。出生於東京都練馬區，8歲時，因二次大戰集體疏散到鹿追町，之後持續住於鹿追町，並開始自學油畫。後成為全道展會員，並於獨立美術選拔展、第一回北海道傑作美術展中展出作品。[10]